# Phileas Fogg's Balloon Battles
Phileas Fogg's Balloon Battles è un videogioco pubblicato nel 1991 per Amstrad CPC, Commodore 64 e ZX Spectrum dall'editrice britannica Zeppelin Games. Rappresenta Phileas Fogg, protagonista del romanzo Il giro del mondo in 80 giorni, alla guida di una mongolfiera armata, ma ha ben poca attinenza con il personaggio. Nel romanzo non avvengono neppure viaggi in mongolfiera; Fogg utilizzò questo mezzo, per fini pacifici, nell'adattamento cinematografico Il giro del mondo in 80 giorni del 1956.
Il gioco uscì nella fascia di prezzo economica e ottenne valutazioni perlopiù mediocri dalla stampa britannica (versioni Commodore e Spectrum), a parte il giudizio discreto della rivista Crash.

## Modalità di gioco
Il giocatore controlla la mongolfiera sopra un paesaggio di campagna visto dall'alto, a scorrimento in tutte le direzioni. Il mezzo è descritto dal manuale come un pallone a idrogeno con capacità di spinta e si comporta come un dirigibile. L'obiettivo è eliminare le forze nemiche di terra sganciando bombe, per aiutare gli alleati in una imprecisata guerra del XIX secolo.
Si può variare la quota della mongolfiera tra quattro altezze possibili; per salire si sganciano bombe o zavorre e per scendere si rilascia idrogeno, ma tutte e tre le cose sono in quantità limitata. Si possono controllare i movimenti nelle otto direzioni piane, ma le direzioni e velocità consentite sono limitate dal vento. La direzione del vento cambia tra le quattro diagonali, a seconda della quota e col tempo, ed è rappresentata da angioletti che soffiano dai quattro angoli dello schermo. L'ombra della mongolfiera, perfettamente verticale, può essere usata come mirino per sganciare le bombe.
Gli avversari variano secondo la versione. Su Amstrad e Spectrum per completare un livello si devono eliminare capanne, piccole città, soldati con fucile e cannoni; questi ultimi due possono sparare, ma solo a quote limitate, e distruggono la mongolfiera con un solo colpo, facendole perdere una vita. Su Commodore 64 l'obiettivo è eliminare un certo numero di capanne, mentre i nemici armati sono vari tipi di artiglieria fissa, inoltre si devono evitare uccelli e altri oggetti volanti; si ha una barra di energia da consumare prima di perdere una vita.
In tutte le versioni bisogna anche evitare di urtare ostacoli sparsi come le colline. Sono presenti capanne alleate, identificate da bandiere, ed è possibile atterrare vicino ad esse per ottenere tutti i rifornimenti.